# Lleteria

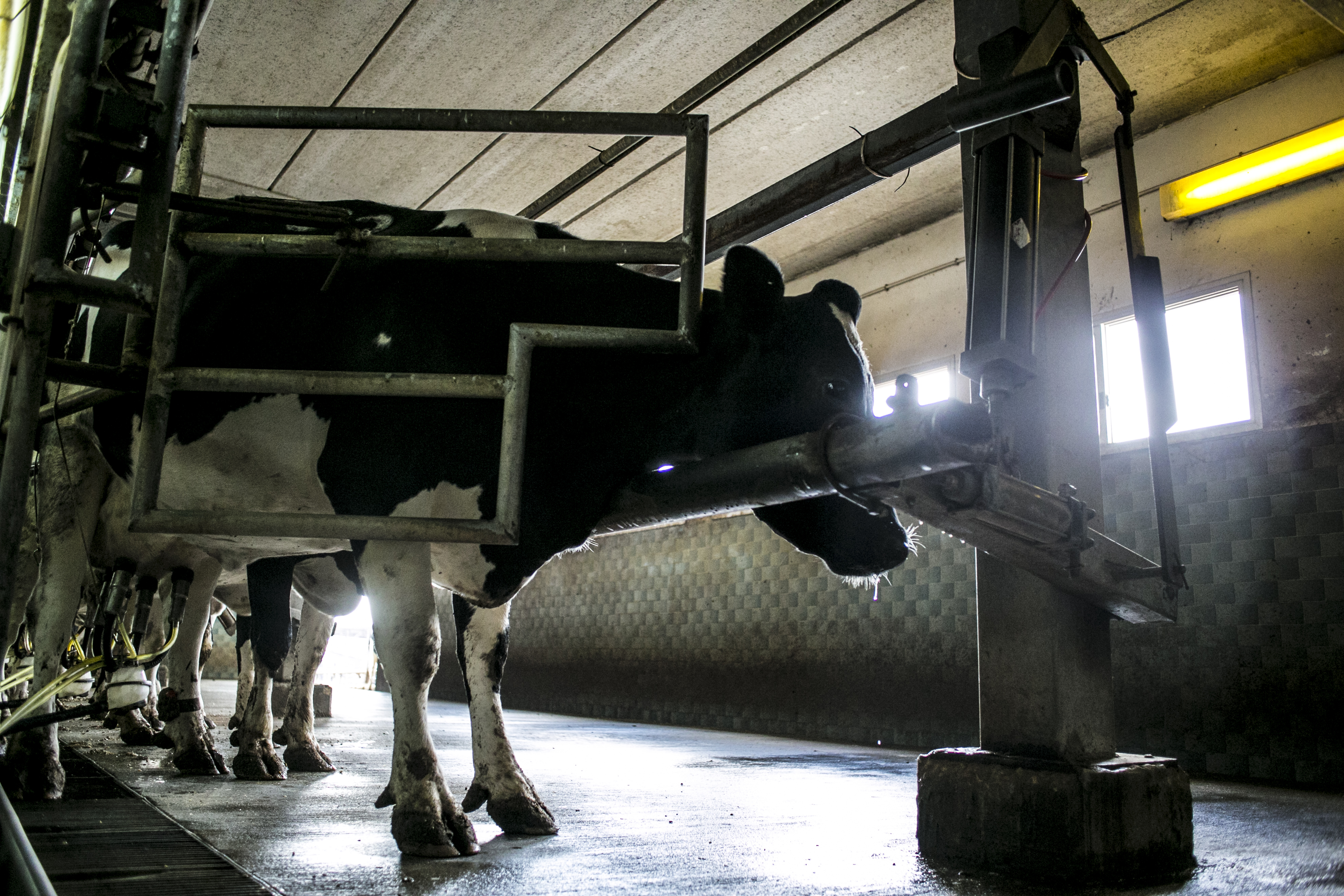
Vaques frisones en una munyidora automàtica.

Una lleteria és una empresa comercial establerta per a la recol·lecció o processament (o ambdues coses) de llet animal, principalment de vaques o búfals, però també de cabres, ovelles, cavalls o camells, per al consum humà. Normalment, una lleteria es troba en una granja dedicada o en una secció d'una granja polivalent (granja mixta) que s'ocupa de la recol·lecció de llet.
Com a atribut, la paraula lacti fa referència als productes, derivats i productes processats derivats de la llet. Una granja làctia produeix llet i una fàbrica de lactis la transforma en una varietat de productes lactis. Aquests establiments formen part de la indústria alimentària.

## Història
Els animals productors de llet han estat domesticats durant milers d'anys. Inicialment, formaven part de l'agricultura de subsistència pròpia dels nòmades. A mesura que la comunitat es movia pel territori, els seus animals els acompanyaven. Protegir i alimentar els animals va ser una part important de la relació simbiòtica entre els animals i els pastors.

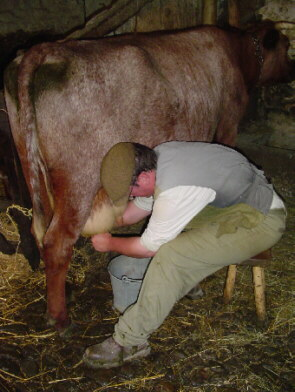
Lleter munyint una vaca artesanalment.

En un passat més recent, les persones de les societats agrícoles posseïen animals lleters que munyien per al consum domèstic i local, un exemple típic d'una indústria tradicional. Els animals poden servir per a múltiples finalitats (per exemple, com a animal de tir per menar una arada quan són joves i, al final de la seva vida útil, com a carn). En aquest cas, els animals es munyien normalment a mà i la mida del ramat era bastant petita, de manera que tots els animals es podien munyir en menys d'una hora. Aquestes tasques eren realitzades per un lleter o lletera.
Amb la industrialització i la urbanització, junt amb la implantació de la pasteurització, el subministrament de llet es va convertir en una indústria comercial, amb races especialitzades de bestiar per a la lleteria, diferents de les races destinades a la indústria càrnia o per fer servir com animals de tir. Inicialment, hi havia més gent ocupada com a munyidors, però aviat es va passar a la mecanització amb màquines dissenyades per fer la munyida.
Històricament, la munyida i l'elaboració es feien junts en l'espai i el temps: en una granja lletera. La gent munyia els animals a mà; avui dia encara es practica la munyida tradicional en granges amb poques unitats. La munyida a mà s'aconsegueix agafant els mugrons i prement els dits progressivament, des del braguer fins a la punta, o prement la tetina entre el polze i el dit índex i després movent-la. la mà cap avall des de la mamella cap a l'extrem de la tetina. L'acció de la mà o dels dits està dissenyada per tancar el conducte de la llet a l'extrem de la mamelles (superior) i, amb el moviment dels dits, esprémer el conducte progressivament fins a la punta per extreure la llet retinguda. L'espremuda es repeteix, utilitzant les dues mans per incrementar la velocitat. Ambdós mètodes donen com a resultat que la llet que va quedar atrapada al conducte de llet surt a raig per l'extrem, recollint-la en una galleda que el lleter (assegut en un tamboret baix) manté entre els genolls o a terra. Tradicionalment, les vaques es paraven al camp o a l'estable mentre es munyien. Les cries joves, les vedelles, s'han d'entrenar per romandre quietes mentre les munyen.

## Estructura de la indústria

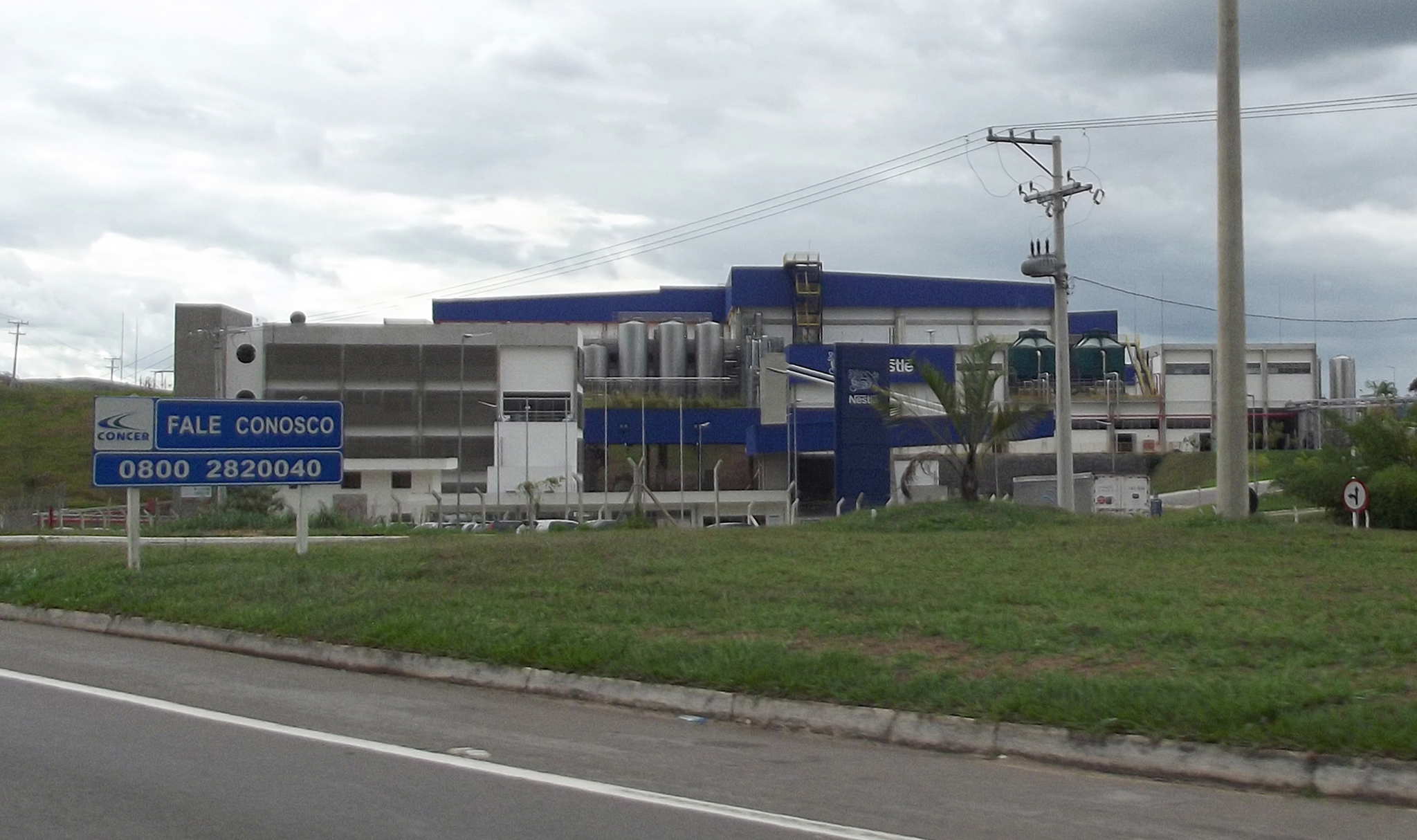
Fàbrica de productes lactis a l'Estat de Rio de Janeiro.

Tot i que la majoria dels països produeixen els seus propis productes lactis, l'estructura de la indústria làctia varia en diferents parts del món. Als principals països productors de llet, la major part de la llet es distribueix a través dels mercats de venda majorista. Als països en desenvolupament, l'antiga pràctica dels agricultors comercialitzant la llet en un àmbit local està canviant ràpidament. Els avenços notables inclouen una inversió estrangera considerable en la indústria lletera i un paper creixent de les cooperatives lleteres. La producció de llet està creixent ràpidament en aquests països i representa una font important de creixement d'ingressos per a molts agricultors.
Com en moltes altres branques de la indústria alimentària, el processament de lactis als principals països productors s'ha concentrat, cada cop més, en menys plantes, però més grans i eficients, operades per menys treballadors. Aquest és notablement el cas dels Estats Units, Europa, Austràlia i Nova Zelanda. L'any 2009, es van presentat càrrecs per violacions antimonopoli contra els principals actors de la indústria làctia als Estats Units, que els crítics anomenen Big Milk. Hi va haver un altre cas similar el 2016.

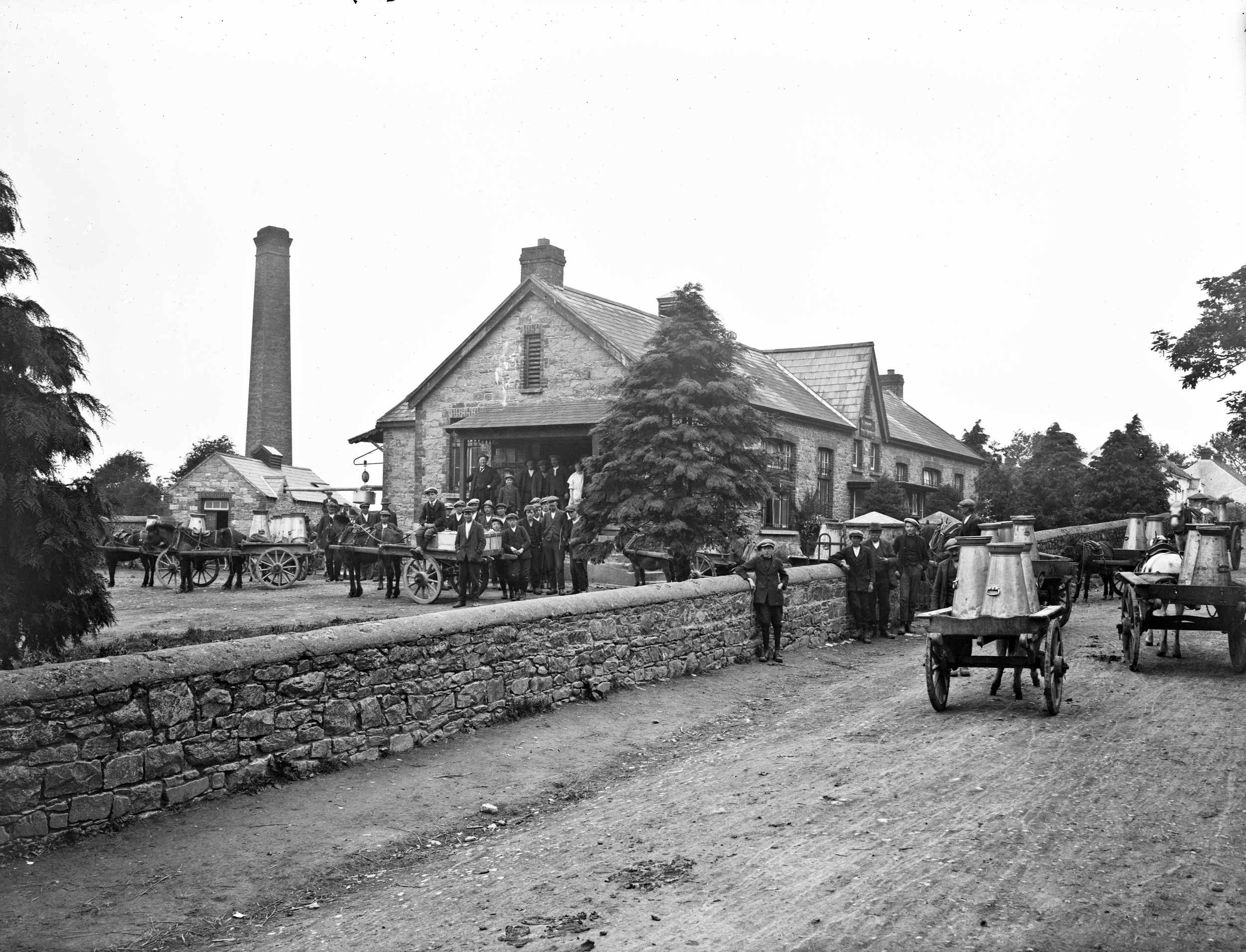
Processadora de llet a Irlanda del Nord, 1924.

Les plantes productores de llet líquida i productes de curta vida útil, com ara iogurts, cremes i formatges suaus, solen situar-se als afores dels nuclis urbans, a prop dels nuclis de consum. Les plantes que fabriquen articles amb una vida útil més llarga, com ara mantega, llet en pols, formatges curats i sèrum en pols, solen situar-se en zones rurals més properes al subministrament de llet. La majoria de les grans plantes de processament solen especialitzar-se en una gamma limitada de productes. Excepcionalment, però, les grans plantes que produeixen una àmplia gamma de productes encara són comunes a l'Europa de l'Est, un residu de l'antic concepte centralitzat i impulsat per l'oferta del mercat sota els governs comunistes. La producció de llet és irregular, depenent de la biologia de la vaca. Els productors han d'ajustar la barreja de llet que es ven en forma líquida en comparació amb els aliments processats (com la mantega i el formatge) en funció de l'oferta i la demanda canviants.
Gràcies als avenços tecnològics, les grans plantes tendeixen a adquirir equips més grans, més automatitzats i més eficients. Si bé aquesta tendència tecnològica manté els costos de fabricació més baixos, la necessitat de transport de llarga distància sovint augmenta l'impacte ambiental.
A la Unió Europea, els contractes de subministrament de llet estan regulats per l'article 148 del Reglament 1308/2013, que permet als estats membres establir requisits formals en les relacions comercials entre els productors i els productors de llet crua. Tretze estats membres de la UE, inclosos França i Espanya, han creat lleis per incorporar als contractes de venda de llet crua entre agricultors i transformadors.

## Producció

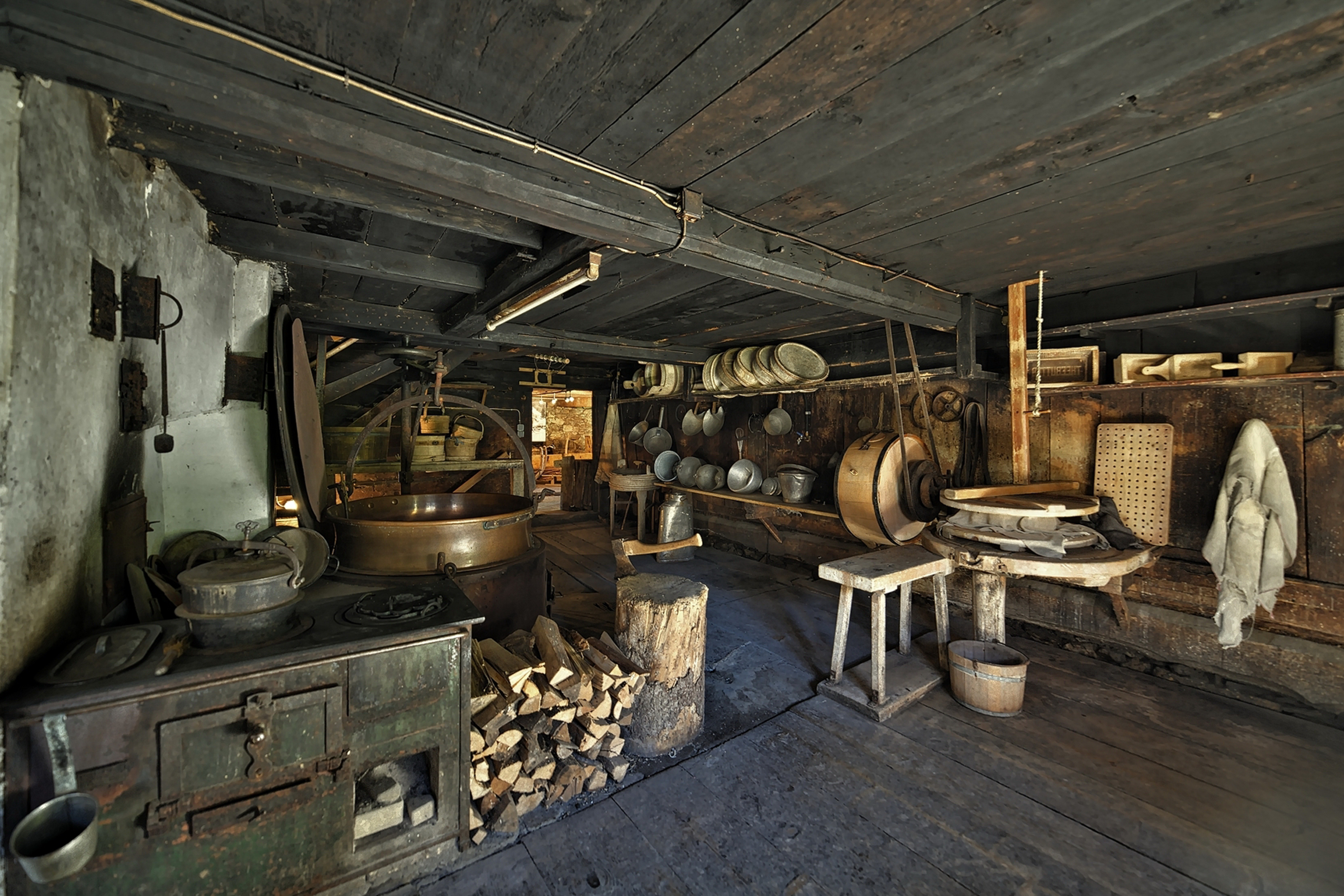
Lleteria tradicional a Àustria.

Quan les granges van créixer i tingueren una major quantitat d'animals per munyir, va ser necessari construir recintes o adaptar pallisses o coberts per poder estabular-les. Tenint els animals i els estris centralitzats en un únic lloc, els lleters qualificats podien arribar a munyir 20 vaques per dia (aquestes es munyen habitualment dos cops per dia). Conforme l'ofici de productor de llet s'anava professionalitzant, van ser necessàries munyidores més eficients, estables, instal·lacions d'emmagatzematge de llet (tines), sistemes per transportar llet a granel, millorar la neteja de les instal·lacions i trobar mitjans per portar les vaques del prat a l'estable i tornar-les-hi.
Les vaques donen llet en cicles que duren entre 300 i 320 dies. Per exemple, les granges europees habitualment munyen dos cops per dia durant tot el cicle. En altres models de negoci, deixen els últims 20 dies de cicle munyint-les només un cop al dia. En canvi, als Estats Units sovint es muny tres cops al dia, ja que empren races amb major producció i el sou dels grangers és menor, el que augmenta la rendibilitat. D'altra banda, si una vaca es deixa sense munyir, encara que sigui només un cop, és probable que redueixi la producció de llet gairebé immediatament, arriscant-se a que es passi la resta de la temporada amb rendiment negatiu (consumint pinso però sense generar la quantitat de llet suficient).
Els agricultors de l'hemisferi nord que subministren llet per al consum humà (a diferència de la llet per a la transformació en mantega, formatge, etc.) sovint han de gestionar el seu ramat de manera que es mantingui el volum produït al llarg de l'any. Això es fa aparellant vaques fora del seu temps natural d'aparellament, de manera que el període en què cada vaca del ramat està donant la màxima producció vagi rotant. A l'hemisferi sud, els sistemes de lleteria cooperativa permeten aturar dos mesos la producció, donant descans a les vaques en les últimes setmanes d'embaràs, a l'hivern. Per maximitzar beneficis, tant uns com els altres han de procurar minimitzar la sobreproducció, ja que l'excedent es ven per sota del preu de cost.

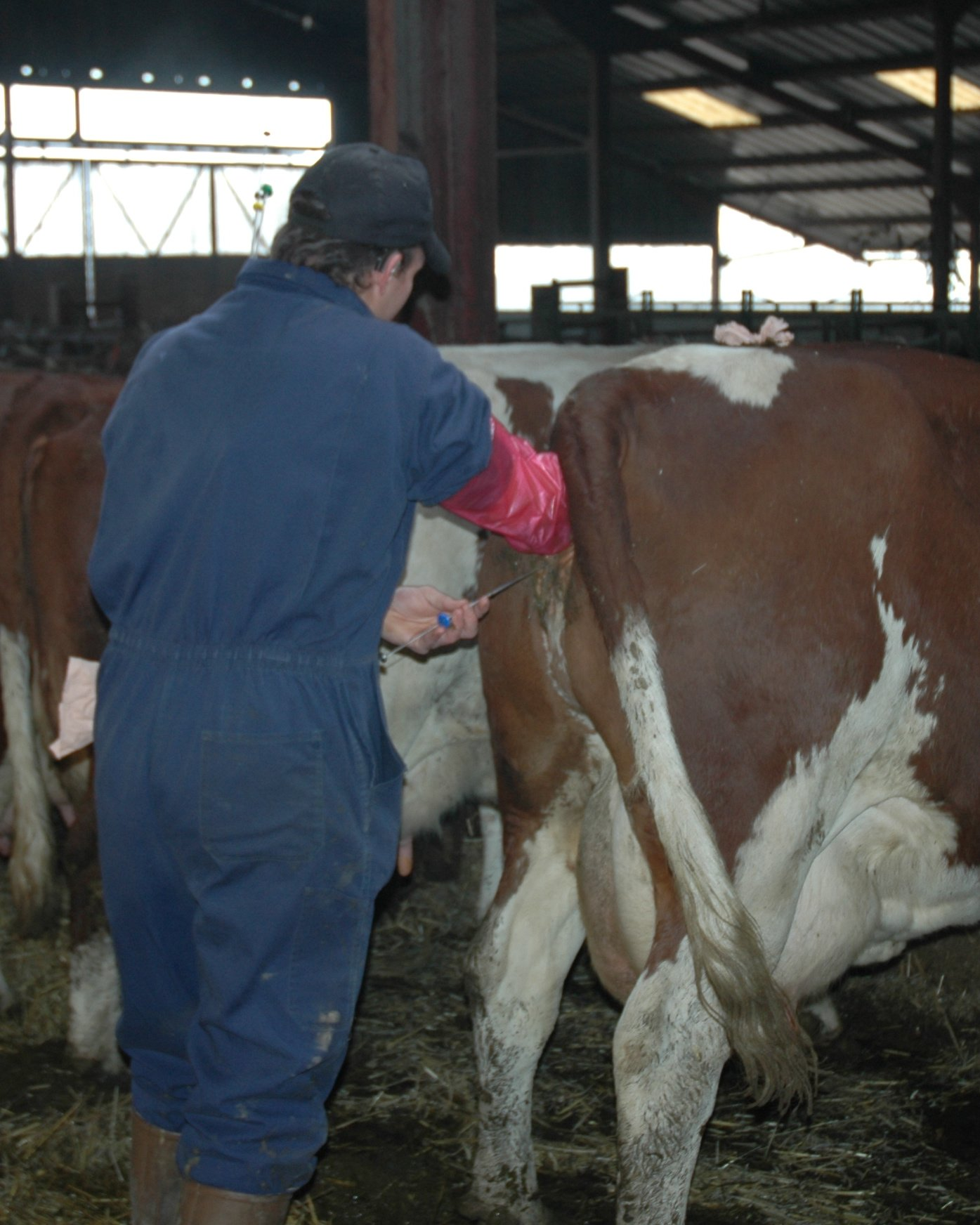
Inseminació artificial d'una vaca.

A mesura que el nombre de ramats va augmentant, també va augmentant els problemes de salut animal. Històricament, s'han enfrontat a aquesta situació millorant els medicaments per tractar els animals i incrementant la despesa en metges veterinaris. La inseminació artificial és habitual en tots els ramats d'alta producció, per tal de millorar la genètica de la descendència femella que es criarà per a reemplaçar l'existent. Així també es redueix la necessitat de mantenir bous potencialment perillosos a la granja. Els vedells mascles es venen per ser criats per a carn o se sacrifiquen per manca de rendibilitat. Una vaca pareix aproximadament un cop l'any, fins que és sacrificada a causa de la disminució de la producció, la infertilitat o altres problemes de salut. Llavors la vaca serà venuda, la majoria de vegades va a la matança.
Als Estats Units, una vaca lletera produïa uns 2.400 kg de llet per any el 1950, mentre que una vaca Holstein el 2019 ha produït de mitjana més de 10.000 kg anuals.

## Transport
Originàriament, la munyida i el processat es feien en la pròpia granja lletera. Als albors de la industrialització, la nata se separava de la llet mecànicament dins de la granja i es transportava a una fàbrica per convertir-la en mantega, mentre que la llet sense nata sobrant es donava als porcs. Això era degut a l'elevat cost de transport: camions primitius sense refrigeració i carreteres en mal estat. En conseqüència, només s'externalitzava la producció dels derivats de major valor afegit. En canvi, productes de menor valor, com el formatge, se seguien produint in situ. Només les granges properes a les fàbriques es podien permetre el luxe de portar-hi la llet sencera per fer-ne una producció a gran escala d'aquests derivats.

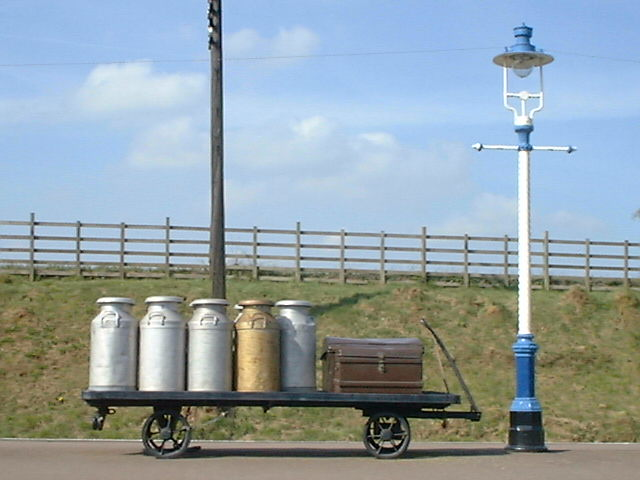
Carreta lletera.

Originalment la llet es distribuïa en galledes metàl·liques amb una tapa i una nansa, que eren poc pràctiques pel seu transport. Es van introduir les lleteres, uns recipients més alts, de forma cònica o cilíndrica, que recorden al recipient os en batia la mantega. Posteriorment es van introduir grans contenidors ferroviaris, que permetien el transport de majors quantitats de llet i a distàncies més llargues.
El desenvolupament de la refrigeració i la millora del transport per carretera, a finals dels anys 50, va comportar que la majoria dels ramaders munyin les seves vaques i només emmagatzemin temporalment la llet en grans dipòsits refrigerats a granel, des d'on es transporta en camió fins a les instal·lacions industrials de processament.
A diversos països, com el Regne Unit, Índia o Filipines, els lleters continuen subministrant la llet als clients a domicili.

## Processament industrial

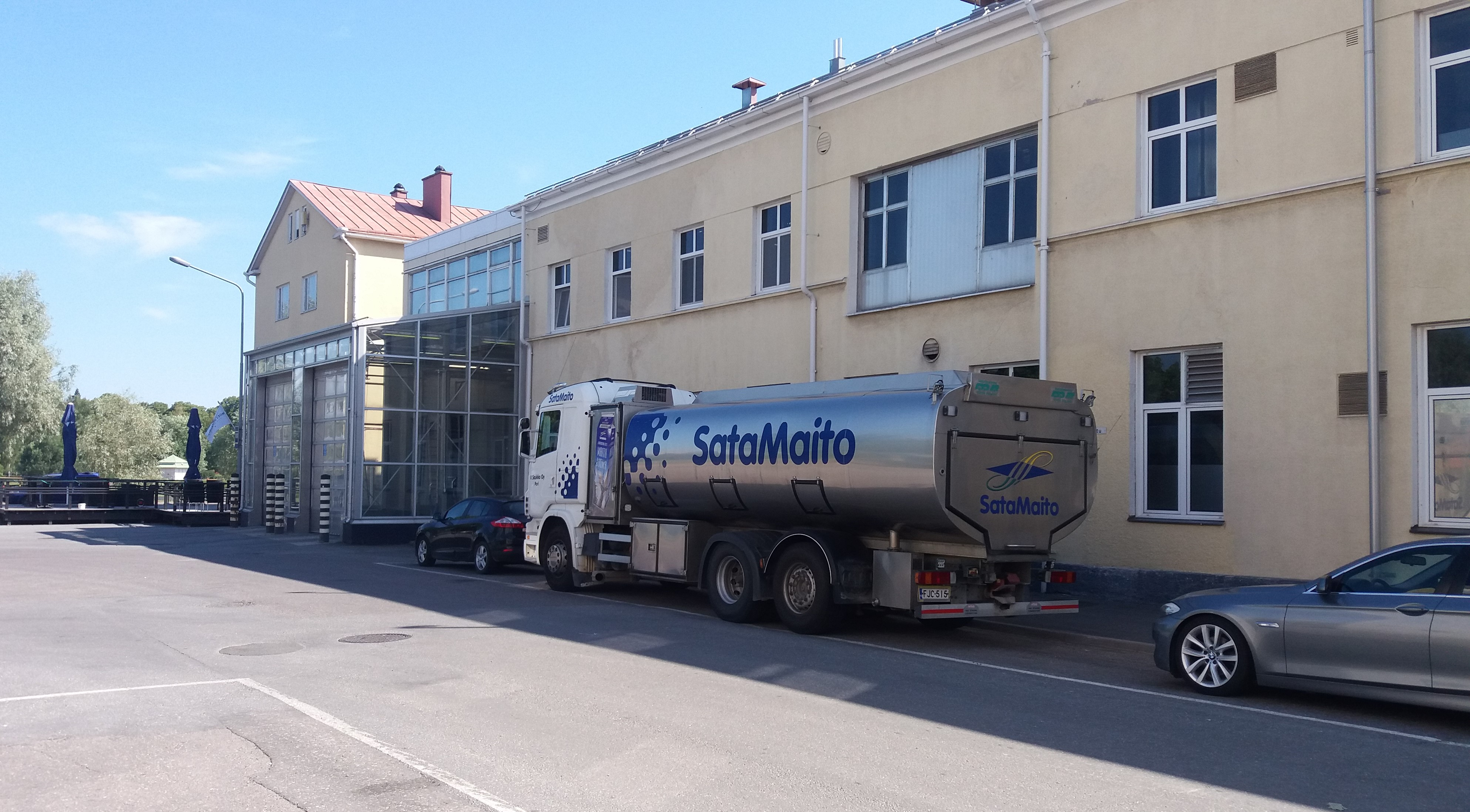
Camió cisterna en una fàbrica de llet a Finlàndia.

Les plantes lleteres processen la llet crua que reben dels agricultors per allargar-ne la vida comercial. Els dos tipus de processaments més habituals són el tractament tèrmic per garantir la seguretat de la llet per al consum humà i allargar-ne la vida útil i la deshidratació de productes lactis com la mantega, el formatge curat i la llet en pols, perquè es puguin emmagatzemar.

### Nata i mantega
Avui dia, la llet és separada en nata i llet desnatada a granel per grans màquines. La nata es processa per produir diversos productes de consum, en funció del seu greix, la seva idoneïtat per a usos culinaris i la demanda del consumidor, que difereix d'un lloc a un altre. La llet també es pot evaporar o condensar, afegint-hi una quantitat variable de sucre.

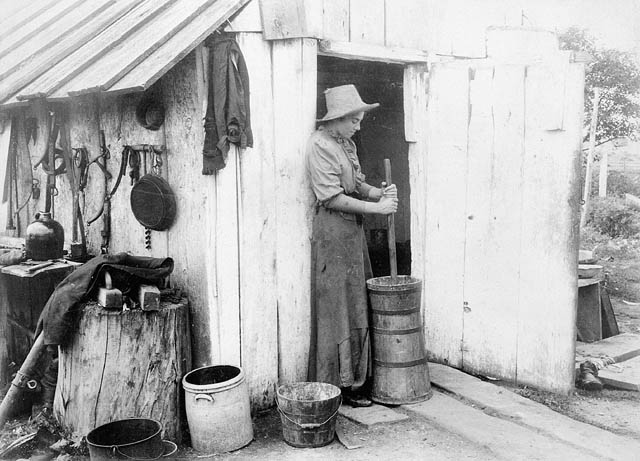
Fabricació artesanal de mantega a Austràlia, 1893.

Amb la nata es pot fabricar mantega, remenant i batint la nata fins que els glòbuls de greix es coagulen i formen una massa monolítica. Aquesta massa de mantega es renta i, de vegades, se sala per millorar les qualitats de conservació. La mantega s'envasa en caixes de 25 a 50 kg i es refrigera per a l'emmagatzematge. En una fase posterior, aquests blocs es divideixen i envasen en racions de mida menor, pel consum domèstic.

### Llet desnatada
El producte que queda després de treure la nata s'anomena llet desnatada. A la llet desnatada se li pot afegir de nou part del greix extret, per produir llet semidesnatada. Els productors poden jugar amb el percentatge de nata, per adaptar el producte al seu mercat local. La llet sencera també s'elabora afegint la nata de nou a la llet desnatada, per tal d'oferir al mercat un producte estandarditzat. També s'afegeixen altres additius, com el calci, la vitamina D i aromatitzants per atreure els consumidors.

### Caseïna
La caseïna és la fosfoproteïna predominant que es troba a la llet fresca. Té un ventall molt ampli d'usos des de ser un ingredient en diversos aliments humans, com en gelats, fins a la fabricació de productes com teixits, adhesius i plàstics.

### Formatge

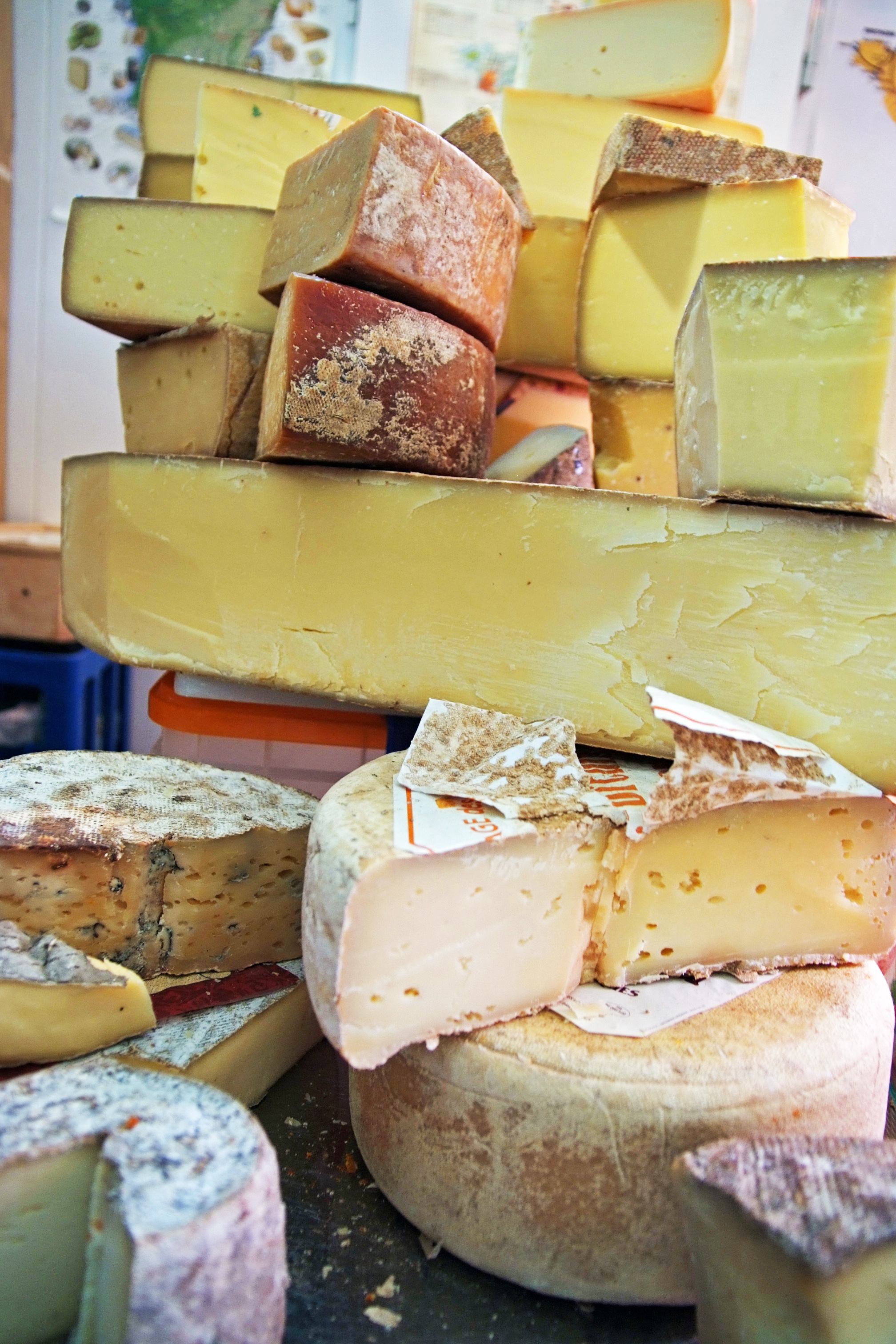
Diferents classes de formatges curats.

El formatge és un altre producte elaborat amb llet. La llet sencera es fa reaccionar per formar recuit, que es pot comprimir, processar i emmagatzemar per formar formatge. Als països on legalment es permet processar la llet sense pasteurització, es pot elaborar una àmplia gamma de formatges utilitzant els bacteris que es troben naturalment a la llet. Majoritàriament, a la resta de països la gamma de formatges és menor. El sèrum és un subproducte d'aquest procés.
Algunes persones amb intolerància a la lactosa són sorprenentment capaços de menjar certs tipus de formatge. Alguns formatges curats elaborats tradicionalment i alguns formatges suaus madurats, degut als processos bioquímics de la seva elaboració, causen una menor reacció als intolerants: la fermentació i el contingut més elevat de greixos contribueixen a una menor quantitat de lactosa. Per exemple, l'Emmental o el Cheddar elaborats tradicionalment poden contenir només un 10% de la lactosa que es troba a la llet sencera. A més, els mètodes de curat tradicional (de vegades, de més de dos anys) minimitzen pràcticament el seu contingut en lactosa. Els formatges comercials, però, sovint es fabriquen mitjançant processos que no tenen les mateixes propietats reductores de lactosa. L'envelliment d'alguns formatges es regeix per normativa; en altres casos no hi ha cap indicació quantitativa del grau de criança i la concomitant reducció de lactosa. A més, el contingut de lactosa no s'acostuma a indicar en les etiquetes.

### Sèrum
Antigament, el sèrum de llet es considerava un producte de rebuig o, en tot cas, s'emprava per alimentar els porcs i altres animals de granja. A partir del 1950, i sobretot des del 1980, la lactosa i molts altres productes, principalment additius alimentaris, s'elaboren tant a partir de caseïna com del sèrum.

### Iogurt

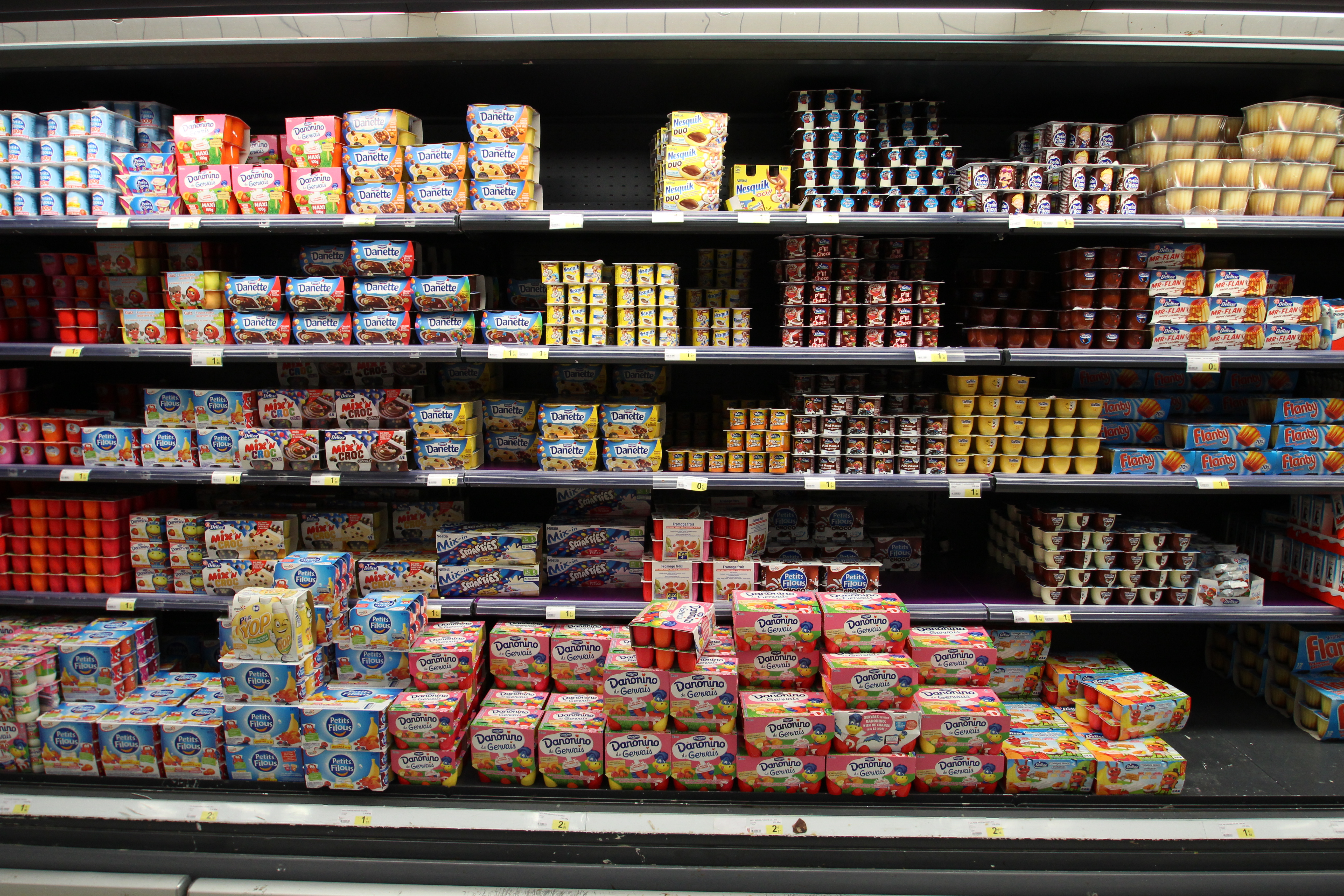
Secció de lactis en un supermercat francès.

L'elaboració del iogurt segueix un sistema similar al de l'elaboració del formatge, però el procés s'atura abans que el recuit es torni molt dur. En el iogurt elaborat i perquè nominalment se'l pugui anomenar així, la proporció entre Streptococcus sp. i Lactobacillus casei ha de ser de meitat i meitat.

### Llet en pols
La llet també es processa mitjançant diversos processos d'assecat en pols. La llet sencera, la llet desnatada, la llet de mantega i els productes de sèrum s'assequen en forma de pols i s'utilitzen per al consum humà i animal. La principal diferència entre la fabricació de llet en pols per al consum humà o animal està en les mesures anticontaminació del procés productiu. Algunes persones beuen llet reconstituïda a partir de llet en pols, perquè la llet és aproximadament un 88% d'aigua i és molt més barat transportar el producte sec.

### Altres lactis

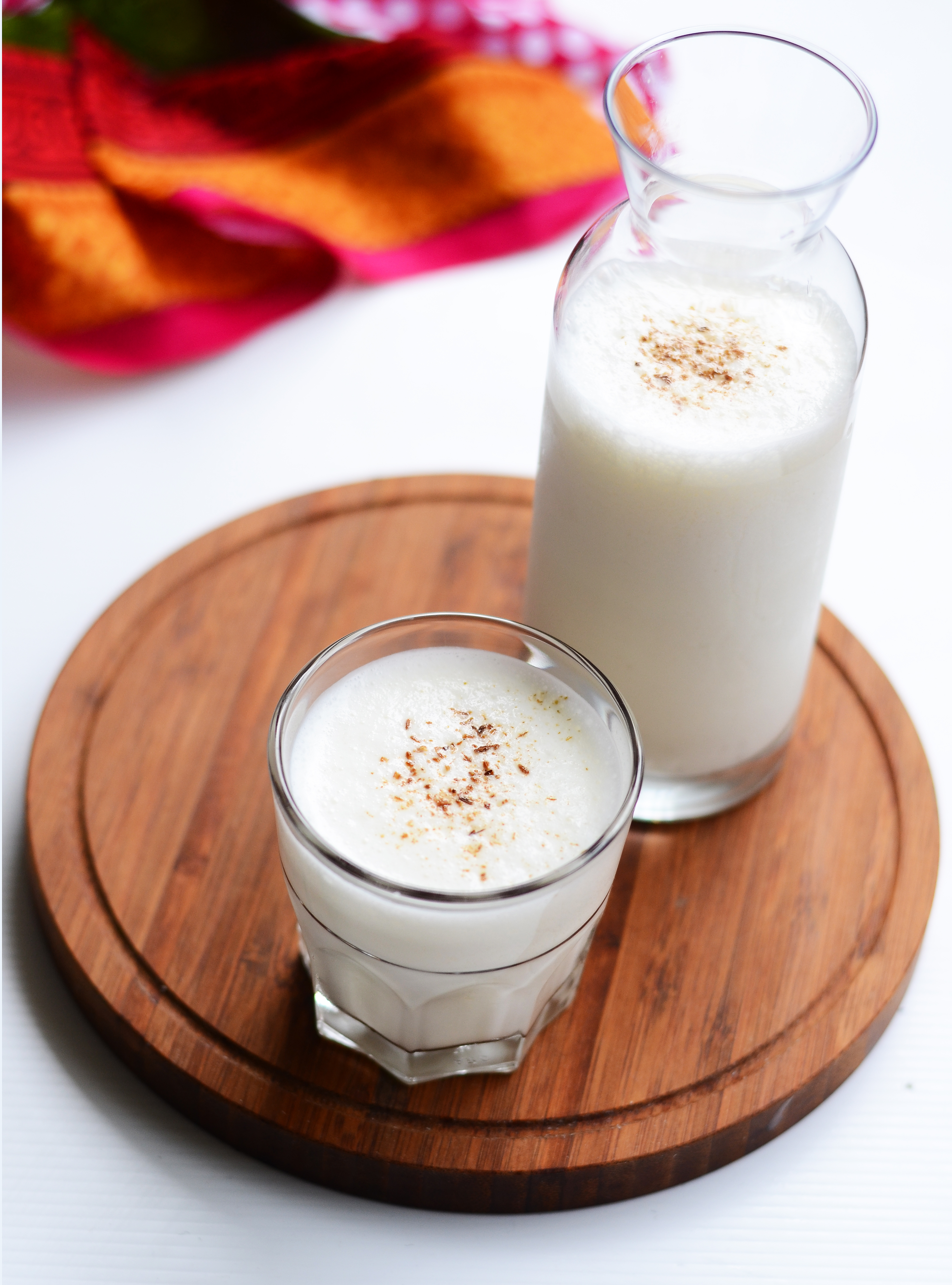
Lassi natural (salat).

El kumis es produeix comercialment a l'Àsia central. Encara que tradicionalment es fa amb llet d'euga, les variants industrials modernes poden utilitzar llet de vaca. A l'Índia, que acumula el 22% de la producció mundial de llet (dades de 2018), es produeix comercialment una gamma de productes tradicionals a base de llet, com khoa o chhana. Un altre producte molt popular a països com Índia o Birmània, i que s'ha estès arreu, és el lassi, fet amb iogurt, aigua, espècies més fruita al gust.

## Problemàtiques

### Eliminació de residus
Els residus orgànics en major mesura es troben a l'estable, on aquests poden ser liquats (en un procés de rentat amb aigua) o retirats en forma sòlida, o bé per tornar-los a ser utilitzats en la granja com a adob orgànic. Als països on les vaques pasturen a l'exterior durant tot l'any, hi ha poca eliminació de residus.

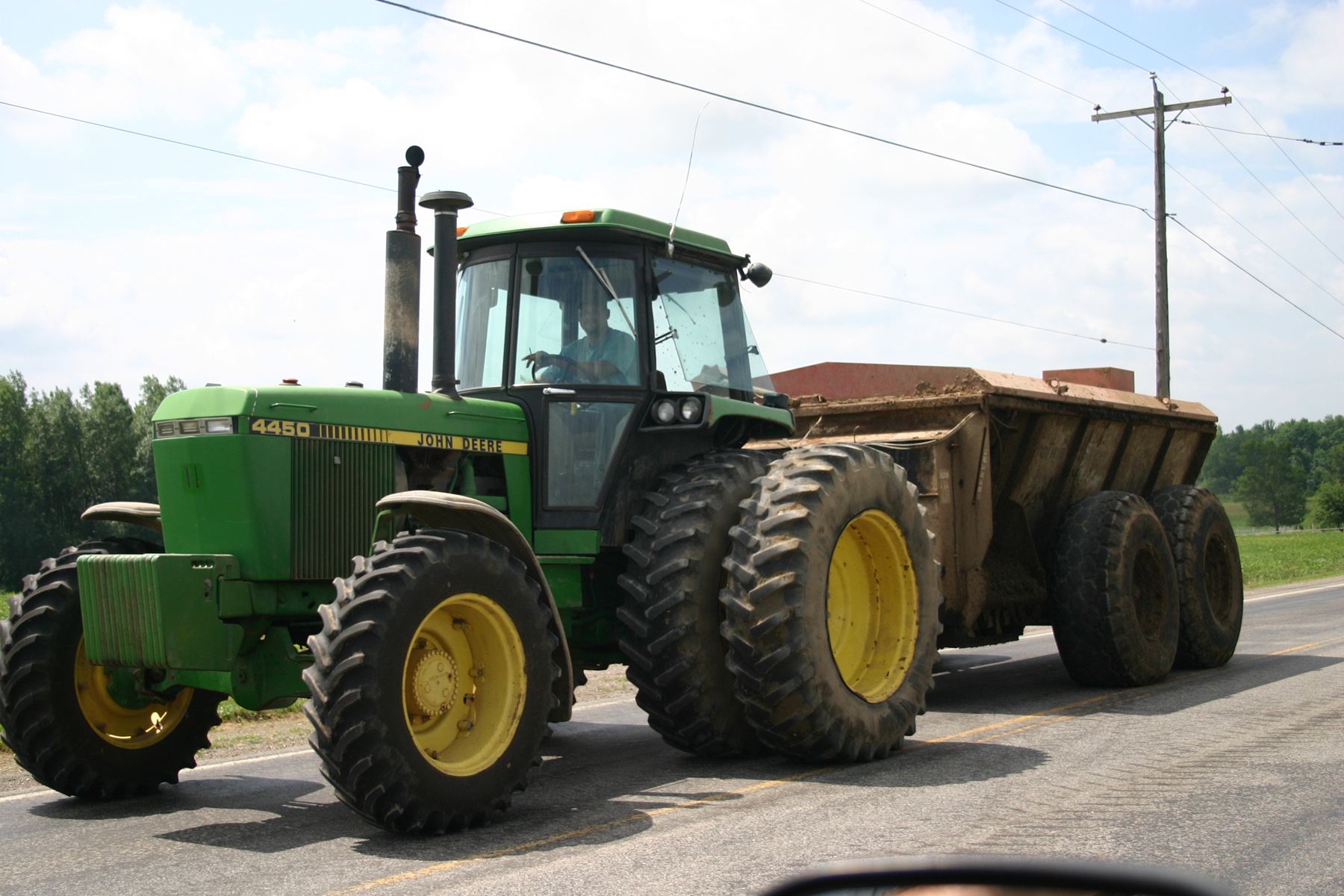
Tractor equipat amb un distribuïdor de fems.

A les plantes lleteres, la major part dels residus són l'aigua de rentat que es tracta, generalment, mitjançant compostatge, i es distribueix als camps de la granja en forma líquida o sòlida. A meitats del segle xx, quan els principals productes eren la mantega, el formatge i la caseïna, la resta de la llet s'eliminava com a residus (de vegades per a alimentació animal).
A les zones intensives en lactis, s'han proposat diferents mètodes per eliminar grans quantitats de llet. La llet llençada a terra causa problemes a llarg termini, ja que la llet en descomposició bloqueja els porus del sòl i, per tant, redueix la capacitat d'infiltració d'aigua. Com que la recuperació d'aquest efecte pot trigar temps, qualsevol aplicació terrestre s'ha de preveure i tractar amb antelació. Altres mètodes d'eliminació de la llet residual que s'utilitzen habitualment inclouen la solidificació i l'eliminació en un abocador de residus sòlids, l'eliminació en una planta de tractament d'aigües residuals o l'abocament a un clavegueram sanitari.

### Malalties associades
Els productes lactis fabricats en condicions insalubres o inadequades tenen més possibilitats de contenir bacteris. Les mesures de sanitat adequades ajuden a reduir la taxa de contaminació bacteriana i la pasteurització disminueix molt la quantitat de llet contaminada que arriba al consumidor. Molts països han exigit la supervisió i les regulacions governamentals sobre la producció de lactis, inclosos els requisits per a la pasteurització.

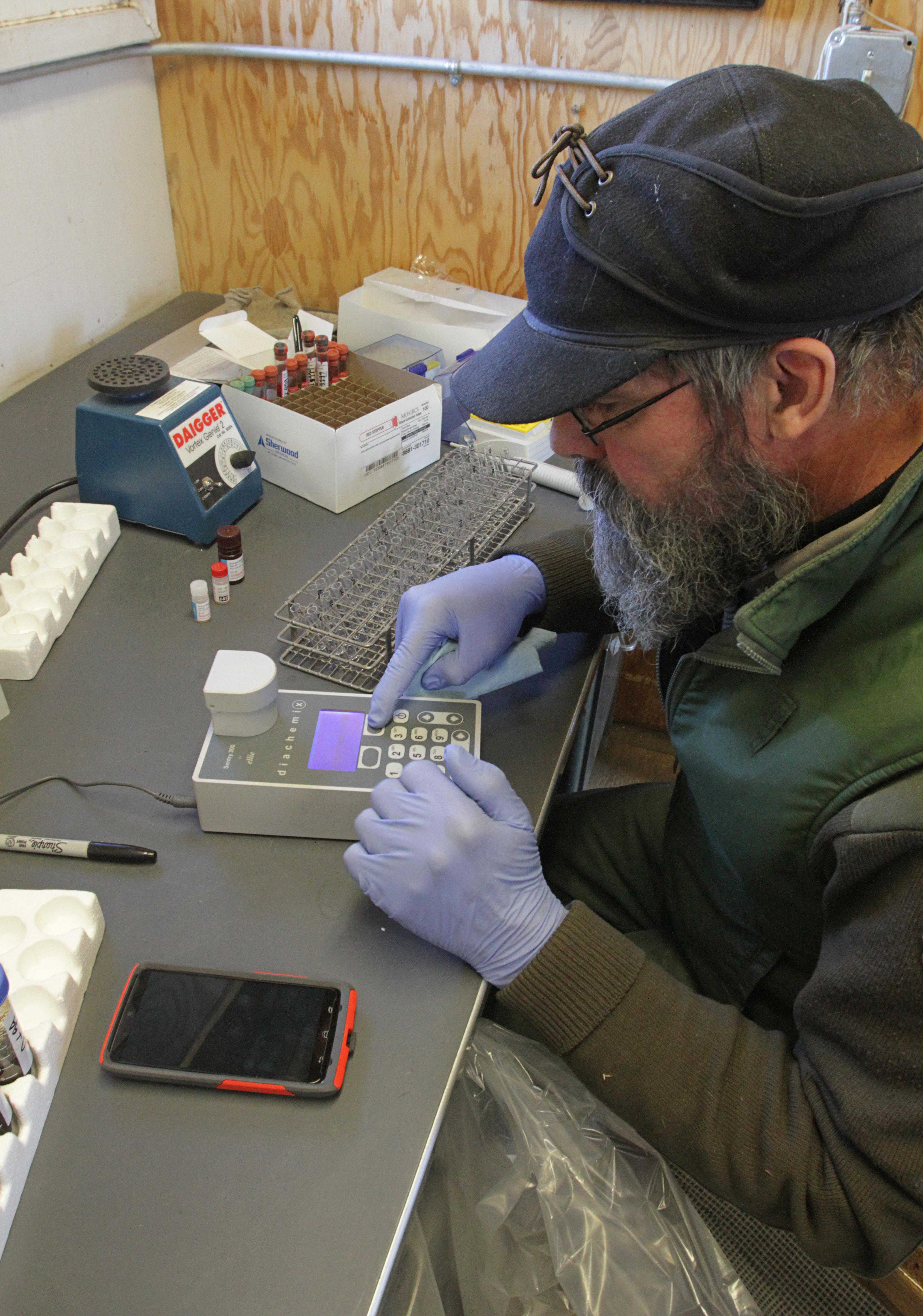
Veterinari realitzant un test d'exposició a la brucel·losi.

- La leptospirosi és una infecció que es pot transmetre a les persones que treballen en la producció de lactis, mitjançant l'exposició a l'orina, l'aigua o el sòl contaminats.[59][60]
- La verola bovina és un virus que avui dia rarament es troba ni en vaques ni en humans. És una malaltia històricament important, ja que va donar lloc a la primera vacunació contra la verola, ara erradicada.[61][62]
- La tuberculosi es pot transmetre principalment a través de la ingesta de productes lactis no pasteuritzats. La malaltia causada pel Mycobacterium tuberculosis s'ha erradicat de molts països, fent proves per detectar la malaltia i sacrificar animals sospitosos.[63][64]
- La brucel·losi és una malaltia bacteriana transmesa als humans per productes lactis i el contacte directe amb animals. Igual que amb la tuberculosi, s'ha assolit l'erradicació de la malaltia en gran nombre de països gràcies a la detecció i sacrifici dels animals infectats.[65][66]
- La listeria és una malaltia bacteriana associada a la llet no pasteuritzada, que pot afectar alguns formatges elaborats de manera tradicional. L'observació acurada dels mètodes tradicionals d'elaboració de formatges aconsegueix una protecció raonable per al consumidor.[67][68]
- La malaltia de Crohn en humans s'ha relacionat amb la infecció del bestiar amb el bacteri Mycobacterium avium sp. paratuberculosis, que els provoca paratuberculosis o malaltia de Johne.[69][70]

### Ús d'hormones
L'any 1937 es va trobar que la somatotropina bovina (BST o hormona del creixement bovina) augmenta el rendiment productiu de llet. Diverses empreses farmacèutiques van desenvolupar productes comercials de rBST i van ser aprovades per al seu ús a la majoria de grans productors; EUA, Mèxic, Brasil, Índia, Rússia i una desena més de països. L'Organització Mundial de la Salut i altres organismes van afirmar que els productes lactis i la carn de vaques tractades amb BST eren segurs per al consum humà. Tanmateix, a partir dels efectes negatius sobre el benestar animaldel bestiar, la rBST va ser vetada al Canadà, Austràlia, Nova Zelanda, Japó, Israel o la Unió Europea des de l'any 2000. Als EUA ha anat perdent popularitat per la pressió dels consumidors i només un 17% de les vaques dels Estats Units reben tractament amb rBST.

### Drets dels animals

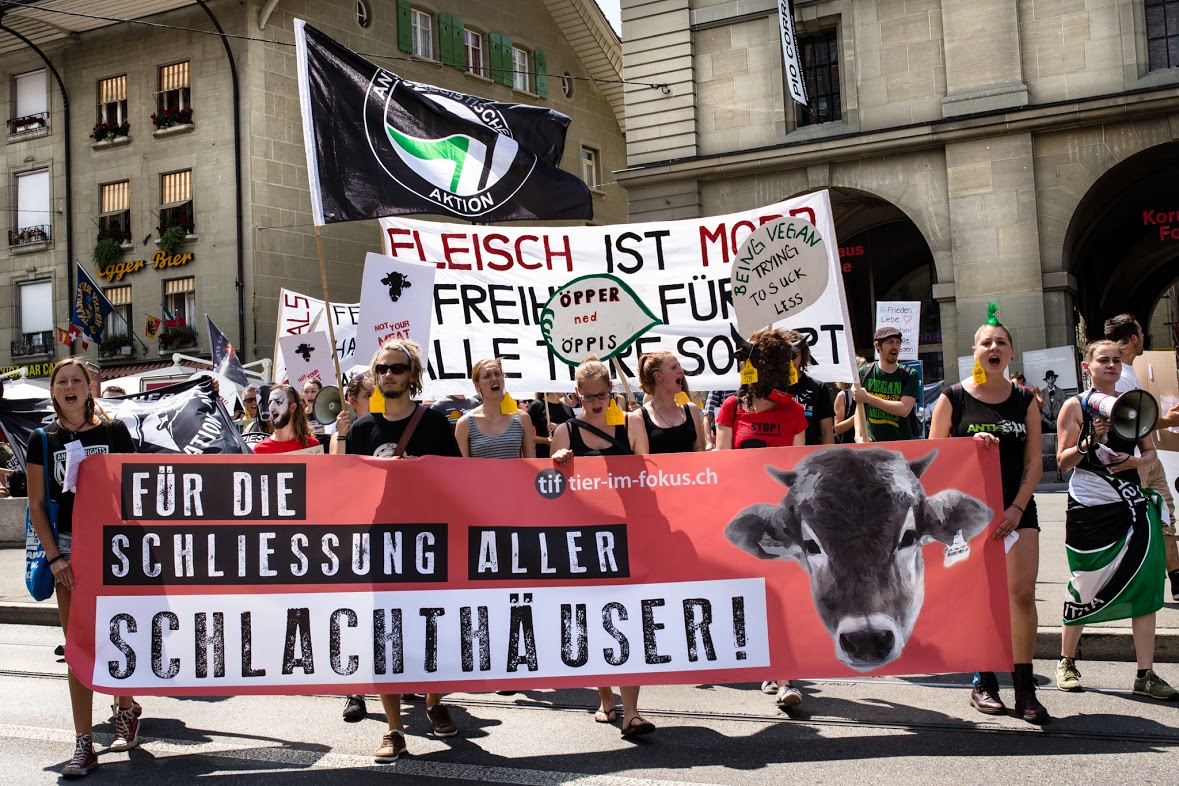
Protesta a Suïssa demanat el tancament dels escorxadors.

Una part de la població, com ara els vegans i molts jainistes, s'oposen a la producció de lactis per considerar-la poc ètica, cruel amb els animals i perjudicial per al medi ambient. Afirmen que el bestiar pateix sota les condicions emprades per la indústria lletera i es neguen a consumir carn, llet i els seus derivats.
Els estudiosos dels drets dels animals consideren els lactis com a part del complex animal-industrial. Segons Kathleen Stachowski, el complex "naturalitza l'ésser humà com a consumidor de bestiar (...) i normalitza la brutalitat cap als animals".